# Ancylopsocus
是李法聖於1997年在中國長江三峽發現的啮虫目（Psocodea）粉啮虫亚目物種。
觸角由15到17節組成，有兩節跗節。

## 下属物种
本属包括以下物种：
- Ancylopsocus fortuosus Li, 1997
- 大尾波重啮 Ancylopsocus macrurus Li, 1997，分布于广东